# Maguire Seven
Die Maguire Seven waren sieben im Jahre 1975 fälschlicherweise als Terroristen verurteilte Personen, die der Unterstützung der Bombenanschläge auf zwei Pubs in Guildford, England, beschuldigt wurden.

## Vorgeschichte, Verhaftung und Verurteilung
Nach den Bombenanschlägen auf zwei Pubs im englischen Guildford vom 5. Oktober 1974 wurden drei Nordiren und eine Engländerin, später bekannt als die Guildford Four, verhaftet. Unter ihnen war auch Gerald „Gerry“ Conlon. Dessen Vater Patrick, genannt Giuseppe, Conlon reiste von Belfast nach London, um seinen inhaftierten Sohn zu unterstützen. Er plante, während dieser Zeit bei seiner Schwägerin Anne Maguire und deren Familie zu wohnen. Nach unter Folter entstandenen belastenden Aussagen Conlons gegen Anne Maguire führte die Polizei am 3. Dezember 1974 eine Razzia im Hause Maguire durch und verhaftete Anne, Giuseppe Conlon, vier weitere Familienmitglieder und einen Freund der Familie. Alle sieben wurden später der Unterstützung der Bombenanschläge von Guildford beschuldigt. Eine unmittelbar nach der Verhaftung durchgeführte kriminaltechnische Untersuchung, deren Gültigkeit später in Zweifel gezogen wurde, wies bei allen Verhafteten Spuren von Nitroglycerin an den Händen und unter den Fingernägeln nach. Giuseppe Conlon selbst wurde als Bomben- beziehungsweise Sprengstoffkurier zwischen Nordirland und England beschuldigt.
Während der Befragungen nach der vermeintlich belastenden forensischen Analyse wurden den Verhafteten Rechte verwehrt und Misshandlungen angedroht, teilweise auch vollzogen. So wurden die minderjährigen Patrick und Vincent Maguire ohne anwaltlichen Beistand oder die Anwesenheit eines Erziehungsberechtigten verhört. Des Weiteren wurde nach eigener Aussage zumindest Patrick Maguire wiederholt geschlagen und bedroht.

“He took his hand of his hip and punched the side of my face, nearly knocking me off the chair. I grasped the table. I knew there was more to come and I didn’t want to be sent flying. […] He pointed at the window in the far corner. He said he was going to throw me out.”

„Er nahm die Hand von der Hüfte und schlug mir auf die Wange, sodass ich fast vom Stuhl flog. Ich griff nach dem Tisch. Ich wusste, dass noch mehr kommen würde und wollte nicht stürzen. […] Er zeigte auf das Fenster in der Ecke und sagte, er würde mich dort hinauswerfen.“

Nach langer Untersuchungshaft wurde am 27. Januar 1976 der Prozess gegen die Maguire Seven eröffnet. Nach rund sechs Wochen wurden die Sieben am 4. März 1976 zu den folgenden Haftstrafen verurteilt:
| Beschuldigter             | Verwandtschaftsgrad/Beziehung | Alter bei Urteilsverkündung | Urteil   |
| ------------------------- | ----------------------------- | --------------------------- | -------- |
| Anne Maguire              |                               | 40                          | 14 Jahre |
| Patrick Maguire           | Ehemann von Anne Maguire      | 42                          | 14 Jahre |
| Patrick Maguire           | Sohn von Anne und Patrick     | 14                          | 4 Jahre  |
| Vincent Maguire           | Sohn von Anne und Patrick     | 17                          | 5 Jahre  |
| Sean Smyth                | Bruder von Anne Maguire       | 37                          | 12 Jahre |
| Patrick O’Neill           | Freund der Familie            | 35                          | 12 Jahre |
| Patrick „Giuseppe“ Conlon | Schwager von Anne             | 52                          | 12 Jahre |

Patrick „Giuseppe“ Conlon, der unter anderem aufgrund widriger Arbeitsbedingungen (Bleifarben) in der Lackiererei einer Werft in Belfast an Lungenproblemen litt, starb am 23. Januar 1980 in Gefangenschaft. Die anderen sechs Verurteilten saßen ihre Strafen in Gänze ab und wurden anschließend freigelassen.

## Berufung und politische Nachwirkungen
Wie auch die Guildford Four legten die Maguire Seven unmittelbar nach Urteilsverkündung Berufung gegen die Urteile ein. Diese wurden jedoch in allen Fällen abgelehnt. Erst später, nachdem die Mehrzahl der Maguire Seven wieder auf freiem Fuß war, begannen – auch aufgrund von massivem öffentlichen Druck – politische Nachermittlungen über das Zustandekommen der Urteile und die Hintergründe der Verhaftung. Am 12. Juli 1990 veröffentlichte der britische Innenminister David Waddington den Interimsreport zum Maguire-Fall – Untersuchung über die Umstände der Urteile, die sich aus den Bombenanschlägen in Guildford und Woolwich im Jahr 1974 ergaben. In diesem Report wurde die Prozessführung des damaligen Richters John Donaldson kritisiert. Zudem wurden Unregelmäßigkeiten in der Erhebung und dem Umgang mit den kriminaltechnischen Erkenntnissen herausgestellt. Der Report empfahl daher eine Rücküberweisung des Falls an ein Berufungsgericht.

## Kassation der Urteile und Nachwirkung
Die Verurteilungen aller Mitglieder der Maguire Seven wurden im Jahre 1991 aufgehoben. Das Gericht sah es als erwiesen an, dass die britische Polizei Geständnisse einiger Beteiligter unter Gewaltanwendung erwirkt hatte und entlastende Aussagen und Beweise zurückhielt. Darüber hinaus wurde die kriminaltechnische Untersuchung, die Spuren von Nitroglycerin nachgewiesen hatte, als unzulänglich bezeichnet. Diese Untersuchung sei von einem achtzehnjährigen Auszubildenden unter Missachtung wissenschaftlicher Grundsätze mit einer Dünnschichtchromatographie, die mittlerweile in der Kriminaltechnik nicht mehr erlaubt ist, durchgeführt worden.
Die Gewaltanwendung während der Verhöre und die falschen Urteile führten nicht zu Verurteilungen der beteiligten Polizisten und Juristen. Drei beteiligte Polizeibeamte wurden zwar angeklagt, jedoch nicht verurteilt. Die wahren Täter der Bombenanschläge, vermutlich die Balcombe Street Gang der Provisional Irish Republican Army, waren bereits aufgrund anderer Verbrechen zu lebenslangen Freiheitsstrafen verurteilt und im Rahmen des Good Friday Agreement freigelassen worden. Am 9. Februar 2005 entschuldigte sich Premierminister Tony Blair öffentlich bei den elf fälschlicherweise Verurteilten der Maguire Seven und Guildford Four:

“I am very sorry that they were subject to such an ordeal and injustice… they deserve to be completely and publicly exonerated.”

„Ich bedauere es sehr, dass sie von solch einer Qual und Ungerechtigkeit betroffen wurden … sie verdienen es, vollständig und öffentlich rehabilitiert zu werden.“

## Trivia und Veröffentlichungen
Am 6. März 1984 strahlte der britische Sender ITV eine Dokumentation mit dem Titel Aunt Annie’s Bomb Factory (dt. Tante Annies Bombenfabrik) aus, welche die Verurteilungen in Zweifel zieht.
Die Autobiographie des jüngsten Mitglieds der Maguire Seven, Patrick Maguire, wurde im Jahre 2008 unter dem Titel “My Father’s Watch: The Story of a Child Prisoner in 70s Britain” veröffentlicht.